# Vidmár Katalin

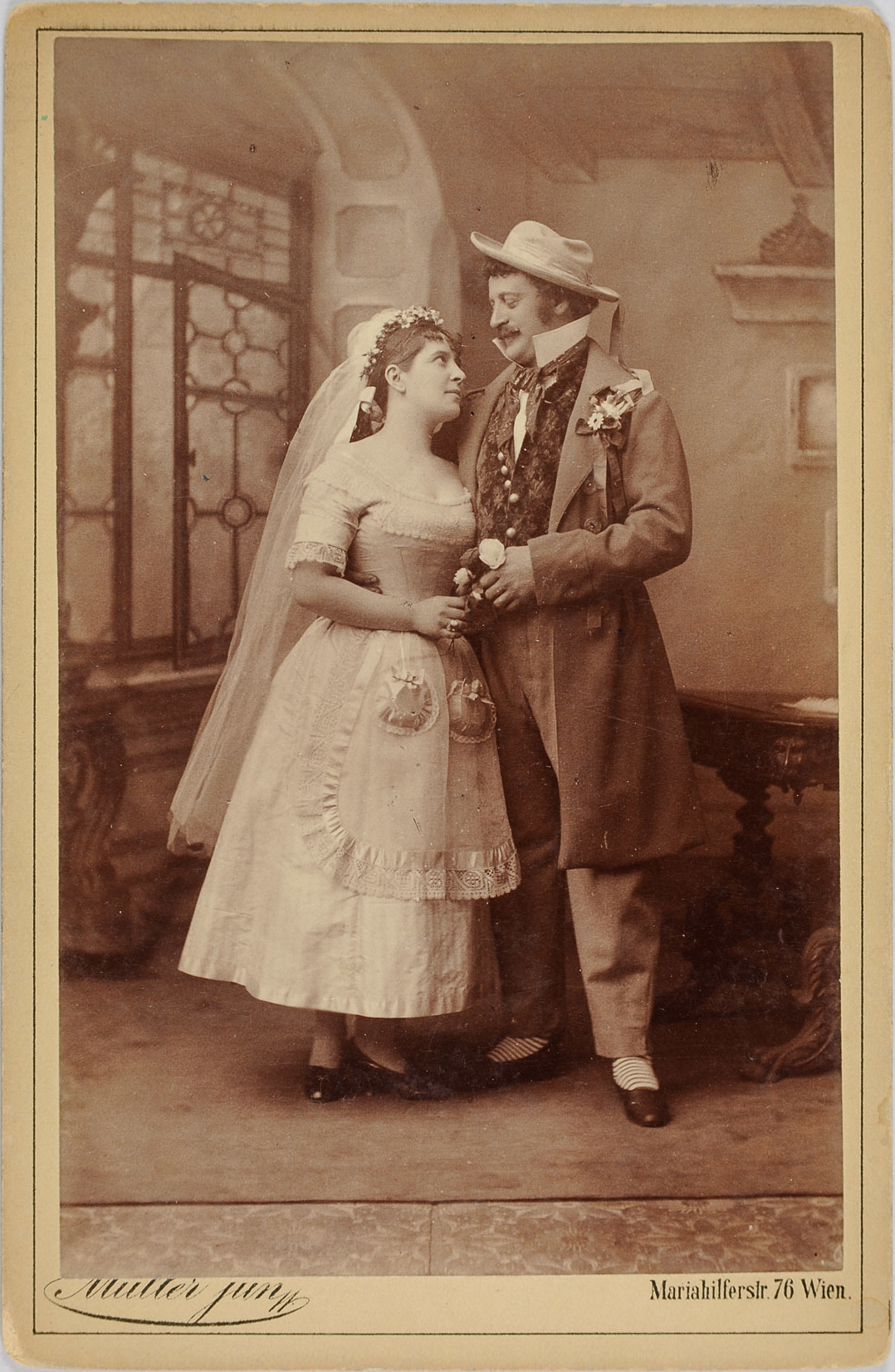
Vidmár Katalin (Jeanette) és Willibald Horwitz (Jean) Massé Jeanette menyegzője c. operájában (1884)

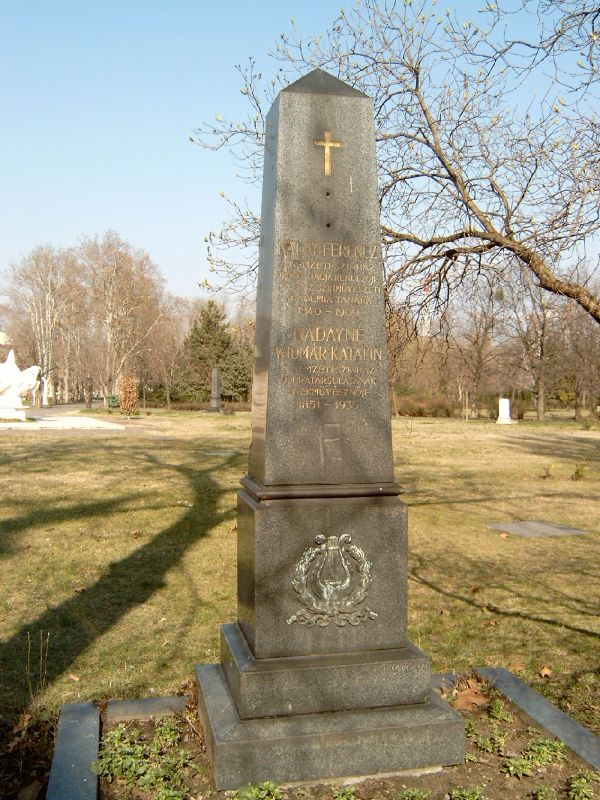
Náday Ferenc és Vidmár Katalin sírja

Nádayné Vidmár Katalin (névváltozat Widmár, külföldön Katharina von Náday) (Pest, Ferencváros, 1851. november 24. – Budapest, 1935. július 28.) magyar opera-énekesnő (szoprán). Főként lírai koloratúr és szubrett szerepeket énekelt.

## Családja
Szülei Vidmár/Widmár Jakab gabona-nagykereskedő és Lévay (Maresch) Katalin. Férje Náday Ferenc színész, akivel 1873. szeptember 17-én Pesten kötött házasságot a belvárosi plébániatemplomban. Gyermekeik Náday Béla színész és Náday Ilona.
Húga volt az 1880-ban külföldre távozott, nemzetközi hírű koloratúrszoprán opera-énekesnő, Vidmár/Widmár Erzsébet.

## Élete
Olasz származású apja vagyonos ember volt. Tizenkét éves korában a ferencvárosi templomban énekelt szólót. 1867-től a Színiakadémia operaszakán tanult, majd 1872-ben került a Nemzeti Színházhoz, itt kezdte pályafutását 1200 forint évi fizetéssel. Ugyanebben az évben a Carmen magyarországi bemutatóján a darab címszerepében nagy sikert aratott. Ezután több női főszerepet alakított, két év múlva pedig fizetését évi 2400 forintra emelték. Türr tábornok és báró Hoffmann Félix, a főudvarmesteri hivatal főtisztviselője hívták meg a bécsi udvari operaházhoz 1883-ban. December 27-én az Álarcosbálban lépett itt fel,  évi tízezer forint fizetést kapott. 1888 májusig működött Bécsben, 29-én búcsúzott el a Fegyverkovács című operában Mari szerepében. Ezen előadásra felfüggesztették ama tilalmat, amely szerint nem lehetett virágot nyújtani a művésznőnek a színpadra. 1887–89-ben Budapesten is gyakorta lépett fel mint vendégművész. 1896-ban vonult nyugdíjba. Elismert hangversenyénekes volt, legnagyobb sikereit drámai szerepekben érte el.

## Fontosabb szerepei
- Daniel Auber: Az ördög része – Casilda
- Daniel Auber: A fekete dominó – Angèle d’Olivares
- Ludwig van Beethoven: Fidelio – Marcellina
- François-Adrien Boieldieu: Párizsi János – Olivier
- Gaetano Donizetti: Don Pasquale – Norina
- Antonín Dvořák: A ravasz paraszt – Regina
- Erkel Ferenc: Hunyadi László – Gara Mária
- Erkel Ferenc: Névtelen hősök – Ilonka
- Christoph Willibald Gluck: A rászedett kádi – Zelmira
- Charles Gounod: Romeo és Júlia – Stephano
- Carl Grammann: Das Andreasfest – Agnes
- Albert Grisar: A kertész kutyája – Katherine
- Albert Lortzing: A fegyverkovács – Marie
- Albert Lortzing: Cár és ács – Marie
- Heinrich Marschner: A vámpír – Emmy
- Victor Massé: Jeanette menyegzője – Jeanette
- Giacomo Meyerbeer: A hugenották – Urbain
- Wolfgang Amadeus Mozart: Don Juan – Zerlina
- Wolfgang Amadeus Mozart: Figaro lakodalma – Susanna
- Wolfgang Amadeus Mozart: A varázsfuvola – Pamina
- Victor Ernst Nessler: A säckingeni trombitás – Marie
- Schauer Ferenc: Atala – Mira
- Giuseppe Verdi: Álarcosbál – Amália; Oscar
- Richard Wagner: Cola Rienzi, az utolsó néptribun – Békehírnök
- Richard Wagner: A bolygó hollandi – Senta
- Carl Maria von Weber: A bűvös vadász – Annuska
- Carl Maria von Weber: Abu Hasszán – Fatime